# Schizocarpum parviflorum
Schizocarpum parviflorum är en gurkväxtart som beskrevs av Robinson och Greenm. Schizocarpum parviflorum ingår i släktet Schizocarpum och familjen gurkväxter. Inga underarter finns listade i Catalogue of Life.

## Bildgalleri

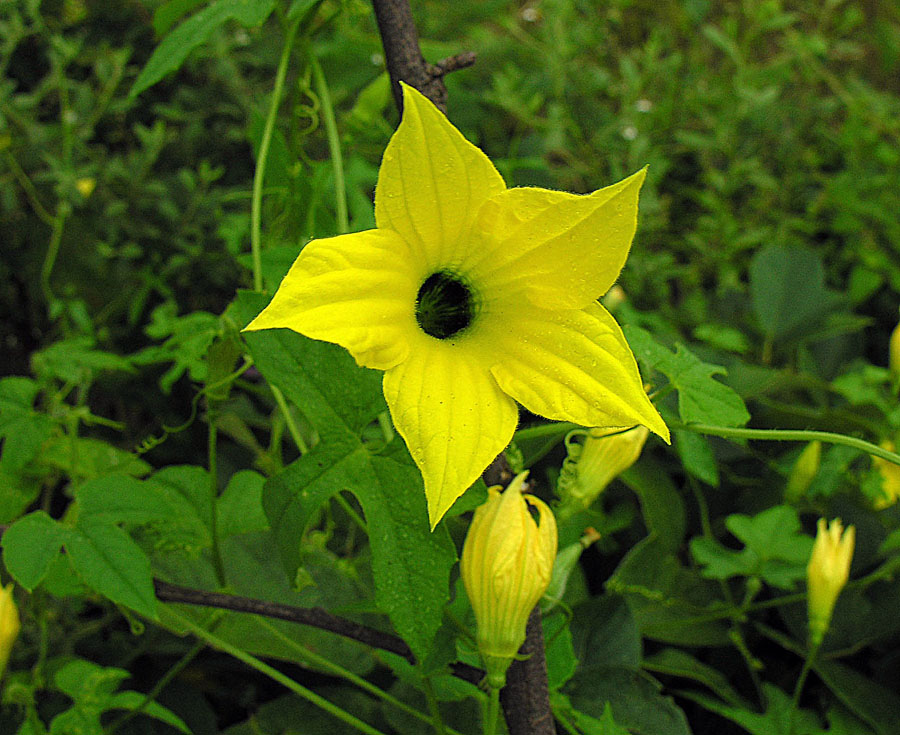